# Anolis microtus
Anolis microtus (крихітний аноліс) — вид ігуаноподібних ящірок родини анолісових (Dactyloidae). Мешкає в Коста-Риці і Панамі.

## Поширення і екологія
Крихітні аноліси мешкають в горах Кордильєра-де-Таламанка в Коста-Риці і західній Панамі. Вони живуть у вологих тропічних лісах в передгір'ях, на висоті понад 20 м над землею. Зустрічаються на висоті від 1100 до 2140 м над рівнем моря.